# Setodes gutika
Setodes gutika är en nattsländeart som beskrevs av Fernand Schmid 1987. Setodes gutika ingår i släktet Setodes och familjen långhornssländor. Inga underarter finns listade i Catalogue of Life.